# 국도 제24호선 (일본)

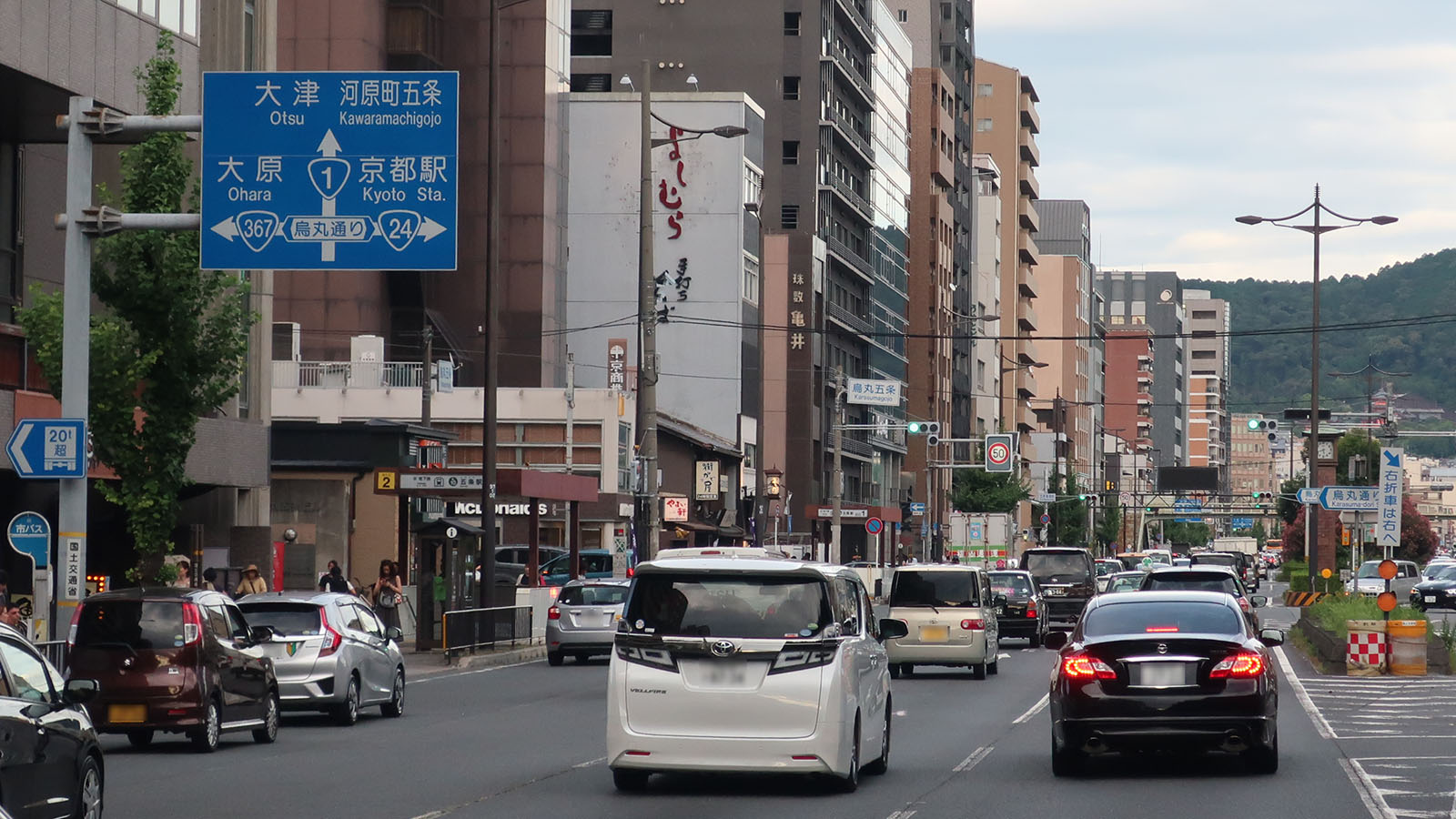
일본 24번 국도의 기점.
위치는 교토부 교토시 시모교구 가라스마고조 교차로 앞이며, 이 일대에서는 국도 제367호선이 서로 접촉한다.

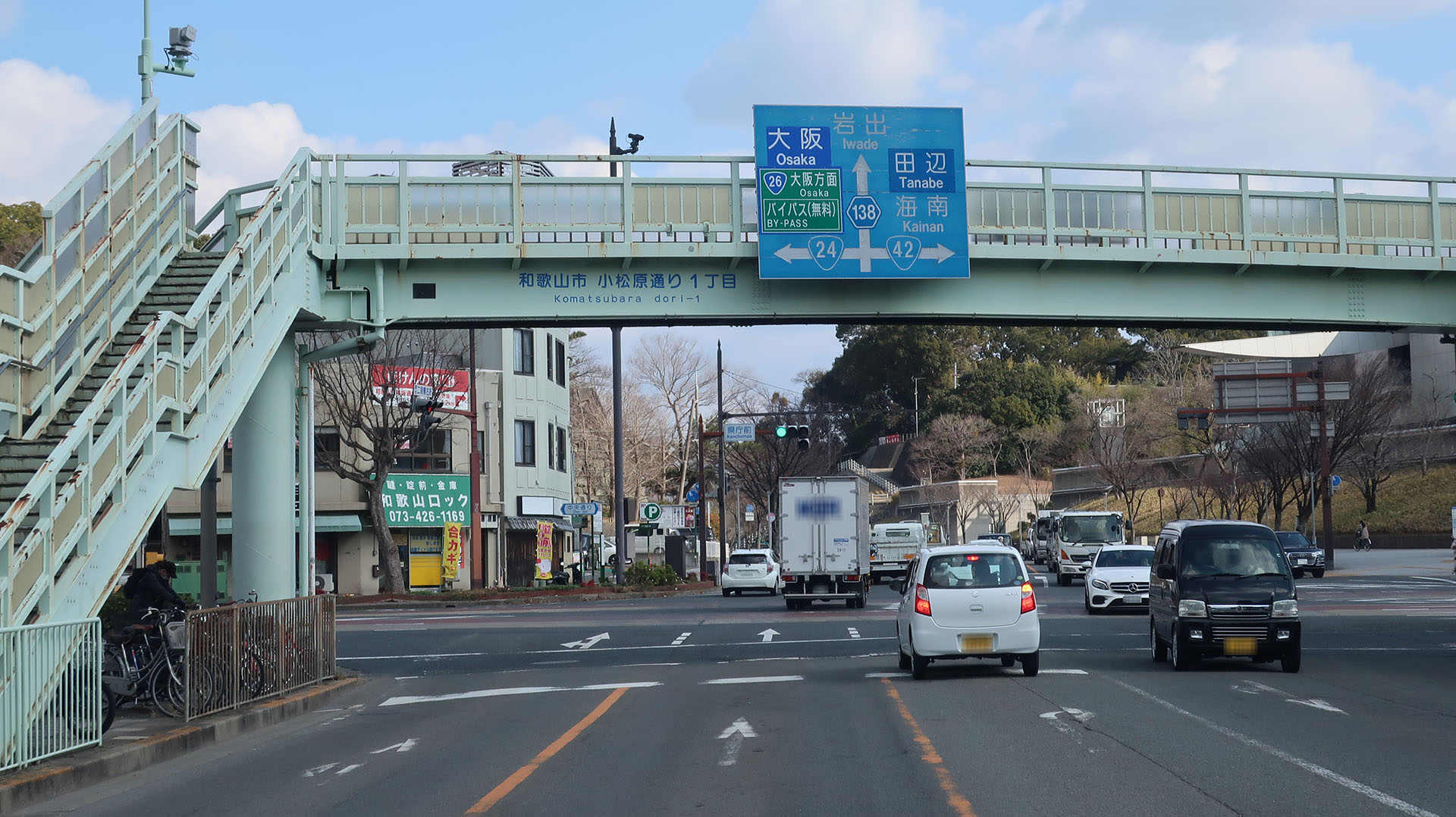
일본 24번 국도의 종점.
해당 위치는 와카야마현 와카야마시의 현청앞 교차로 일대이다.

일본 24번 국도(일본어: 国道24号→국도 24호)는 일본 교토부 교토시 시모교구부터 나라현을 거쳐 와카야마현 와카야마시에 이르는 총 연장 217 km로 구성되어 있는 일본의 일반 국도이다.

## 주요 경유지
- 교토부
  - 교토시 (시모교구 - 미나미구 - 후시미구) - 우지시 - 구세군 구미야마정 - 조요시 - 쓰즈키군 이데정 - 기즈가와시

- 나라현
  - 나라시 - 야마토코리야마시 - 덴리시 - 시키군 다와라모토정 - 가시하라시 - 야마토타카다시 - 가쓰라기시 - 고세시 - 고조시

- 와카야마현
  - 하시모토시 - 이토군 가쓰라기정 - 기노카와시 - 이와데시 - 와카야마시